# Baldratia seidlitziae
Baldratia seidlitziae är en tvåvingeart som beskrevs av Möhn 1969. Baldratia seidlitziae ingår i släktet Baldratia och familjen gallmyggor.
Artens utbredningsområde är Irak. Inga underarter finns listade i Catalogue of Life.